# Adoptionsübereinkommens-Ausführungsgesetz
Das Gesetz zur Ausführung des Haager Übereinkommens vom 29. Mai 1993 über den Schutz von Kindern und die Zusammenarbeit auf dem Gebiet der internationalen Adoption (Adoptionsübereinkommens-Ausführungsgesetz – AdUbAG) ist ein deutsches Gesetz zum Haager Übereinkommen vom 29. Mai 1993 über den Schutz von Kindern und die Zusammenarbeit auf dem Gebiet der internationalen Adoption.
Es legt als Zentralstellen das Bundesamt für Justiz als Bundeszentralstelle für Auslandsadoption (Bundeszentralstelle) und die zentralen Adoptionsstellen der Landesjugendämter (zentrale Adoptionsstellen) fest und ergänzt insoweit das Adoptionsvermittlungsgesetz bei grenzüberschreitenden Adoptionen.